# Regno del Messico

Mappa del Vicereame della Nuova Spagna nel 1819. Il Regno del Messico è indicato in verde chiaro.

Il Regno del Messico (ufficialmente Regno del Messico Tenvxtitlan) o Temixtitan fu una entità territoriale amministrativa all'interno dell'Impero spagnolo, politicamente governata dal Vicereame della Nuova Spagna dal 1535. Fu anche uno dei regni insieme al Regno della Nuova Galizia, al Regno della Nuova Biscaglia, al Nuovo Regno di León, al Regno del Guatemala e alla Capitaneria Generale delle Filippine che costituirono il vicereame delle Indie.
Fu suddiviso nelle province del Messico, Puebla, Antequera (Oaxaca), Veracruz, Valladolid (Michoacán) e Guerrero. Durante l'efficacia della Costituzione spagnola del 1812, il Messico, come gli altri regni delle Indie, fu incorporato nel Reino de las Españas, con la sua rappresentanza rispettiva concessa dalla costituzione, istituendo al suo posto la Provincia della Nuova Spagna.